# コンコルディア・デーリッチュ
コンコルディア・デーリッチ（1. SV Concordia Delitzsch）は、ドイツのデーリッチを本拠地とするハンドボール・クラブチーム。日本人選手として河田浩貴が在籍していた。

## クラブの歴史
1994年に創設された新しいクラブチーム。1996年、ザクセン優勝を果たしてレギオナルリーガに昇格、1998年にハンドボール・ブンデスリーガ2部へと昇格を果たした。さらに2005年、念願の1部昇格を果たした。

## タイトル

### 国内タイトル
なし

### 国際タイトル
なし

## 歴代所属選手
- ラルス・カオウマン（Lars Kaufmann）
- シルヴィオ・ハイネヴェッター（Silvio Heinevetter）
- 植松伸之介
- 河田浩貴